# Baywatch
Baywatch (gedurende de laatste twee seizoenen Baywatch Hawaii) is een Amerikaanse televisieserie over (fictieve) strandwachten die de stranden van Malibu in Los Angeles County bewaken. De reeks liep van 1989 tot 2001, met een totaal van 243 afleveringen.
De serie werd in Nederland achtereenvolgens door RTL 4, Veronica en Yorin uitgezonden. In 2008 zond RTL 7 de serie wederom uit. Volgens het Guinness Book of Records is Baywatch de meest bekeken televisieserie ter wereld.

## Achtergrond
Baywatch was voor het eerst te zien in 1989 op het station NBC, maar werd na slechts één seizoen afgelast ondanks hoge kijkcijfers. Acteur David Hasselhoff zag echter potentieel, en hij investeerde in het programma.
De nieuwe Baywatch had Hasselhoff als Mitch Buchannon in de hoofdrol. In deze vorm werd Baywatch het bekendst bij het grote publiek. Een van de typische beelden van het programma was het beginstukje waarbij de redders in hun rode badpak (in de laatste seizoenen gele badpakken) of zwembroek in slow motion over het strand renden.
De show verwelkomde veel verschillende acteurs over de jaren, waarvan Pamela Anderson wellicht de bekendste was. Anderen zijn Carmen Electra, Yasmine Bleeth en David Charvet.
De show was vooral internationaal erg populair. Er werd zelfs een spin-off van gemaakt: Baywatch Nights.
Tijdens de productie van het negende seizoen ontstond echter de vraag of de serie wel voortgezet kon worden daar de markt afnam en de productiekosten in Los Angeles steeds hoger werden. In plaats van de show stop te zetten probeerde Hasselhoff de locatie te verplaatsen. Eerst had hij Australië op het oog, maar onderhandelingen daar liepen op niets uit. Uiteindelijk werd Hawaï gekozen. Zodoende kreeg de serie toch een tiende seizoen onder de nieuwe titel Baywatch Hawaii. Opvallendste verschil met de originele serie was dat de actrices nu gele badpakken droegen in plaats van rode. Na het tiende seizoen besloot Hasselhoff echter met de serie te stoppen. De serie ging zonder hem nog een seizoen verder, maar werd toen definitief stopgezet.

## Inhoud
De show draait om een groepje strandwachten onder leiding van Mitch Buchannon (David Hasselhoff). Men ziet ze in hun dagelijkse werk waarin ze te kampen krijgen met gevaren gerelateerd aan het strand en andere activiteiten in Californië. Deze variëren van doorsnee zaken als het moeten redden van drenkelingen of de aanval van een haai tot moord, aardbevingen en zelfs nucleaire wapens. Ondertussen worden ook onderlinge relaties tussen de strandwachten uitgediept.

## Rolverdeling

### Baywatch 1989-1999
| Acteur                      | Personage        | Jaren                |
| --------------------------- | ---------------- | -------------------- |
| David Hasselhoff            | Mitch Bucannon   | 1989-1999            |
| Michael Newman              | zichzelf         | 1989-2001            |
| John Allen Nelson           | John D. Cort     | 1989-1995            |
| Parker Stevenson            | Craig Pomeroy    | 1989-1990, 1997-1999 |
| Gregory Alan Williams       | Garner Ellerbee  | 1989-1995            |
| Erika Eleniak               | Shauni McClain   | 1989-1992            |
| Billy Warlock               | Eddie Kramer     | 1989-1992            |
| Monte Markham               | Don Thorpe       | 1989-1992            |
| Brandon Call Jeremy Jackson | Hobie Buchannon  | 1989-1990 1991-1999  |
| Peter Phelps                | Trevor Cole      | 1989-1990            |
| Holly Gagnier               | Gina Pomeroy     | 1989-1990            |
| Shawn Weatherly             | Jill Riley       | 1989-1990            |
| Tom McTigue                 | Harvey Miller    | 1991-1992            |
| Richard Jaeckel             | Ben Edwards      | 1991-1994            |
| Alexandra Paul              | Stephanie Holden | 1992-1997            |
| Pamela Anderson             | C.J. Parker      | 1992-1997            |
| David Charvet               | Matt Brody       | 1992-1995            |
| Nicole Eggert               | Summer Quinn     | 1992-1994            |
| Kelly Slater                | Jimmy Slade      | 1992-1993            |
| Yasmine Bleeth              | Caroline Holden  | 1994-1997            |
| Jaason Simmons              | Logan Fowler     | 1994-1996            |
| Gena Lee Nolin              | Neely Capshaw    | 1995-1998            |
| David Chokachi              | Cody Madison     | 1995-1999            |
| Traci Bingham               | Jordan Tate      | 1996-1998            |
| Donna D'Errico              | Donna Marco      | 1996-1998            |
| José Solano                 | Manny Gutierrez  | 1996-1998            |
| Nancy Valen                 | Samantha Thomas  | 1996-1997            |
| Michael Bergin              | J.D. Darius      | 1997-2001            |
| Kelly Packard               | April Giminski   | 1997-1999            |
| Marliece Andrada            | Skylar Bergman   | 1997                 |
| Angelica Bridges            | Taylor Walsh     | 1997                 |
| Carmen Electra              | Lani McKenzie    | 1997-1998            |
| Brooke Burns                | Jessie Owens     | 1998-2001            |
| Mitzi Kapture               | Alex Ryker       | 1998-1999            |

### Baywatch Hawaii 1999-2001
| Acteur                 | Personage      | Jaren     |
| ---------------------- | -------------- | --------- |
| David Hasselhoff       | Mitch Bucannon | 1999-2000 |
| Michael Bergin         | J.D. Darius    | 1997-2001 |
| Brooke Burns           | Jessie Owens   | 1998-2001 |
| Jason Brooks           | Sean Monroe    | 1999-2001 |
| Brandy Ledford         | Dawn Masterton | 1999-2000 |
| Simmone Jade Mackinnon | Allie Reese    | 1999-2000 |
| Jason Momoa            | Jason Ioane    | 1999-2001 |
| Stacy Kamano           | Kekoa Tanaka   | 1999-2001 |
| Krista Allen           | Jenna Avid     | 2000-2001 |
| Charlie Brumbly        | Zach McEwan    | 2000-2001 |
| Brande Roderick        | Leigh Dyer     | 2000-2001 |
| Alicia Rickter         | Carrie Sharp   | 2000-2001 |

## Muziek
De eerste titelsong van de serie, welke werd gebruikt voor de pilotaflevering en het eerste seizoen, was "Above the Waterline", gezongen door Kim Carnes. Op de dvd-uitgave van het eerste seizoen is deze titelsong vervangen door "Strong Enough," van Evan Olson.
De titelsong voor de serie op NBC was "Save Me", van Peter Cetera met gitaarspel van Bonnie Raitt en Richard Sterban. Voor uitzendingen op andere zenders werd het nummer "I'm Always Here", gezongen door Jimi Jamison, gebruikt.
David Hasselhoff zong zelf het nummer "Current of Love" in voor de aftiteling van seizoenen 2 t/m 4. Samen met Laura Branigan zong hij het nummer "I Believe" voor de aftiteling van seizoen 5.

## Films
Er zijn meerdere televisiefilms over Baywatch gemaakt:
- Baywatch the Movie: Forbidden Paradise (1995)
- Baywatch: Hawaiian Wedding (reüniefilm, 2003)
- Baywatch (mei 2017)